# Fouchécourt (Vosgos)
 Fouchécourt  es una población y comuna francesa, en la región de Lorena, departamento de Vosgos, en el distrito de Neufchâteau y cantón de Lamarche.

## Demografía
| 126 | 131 | 107 | 78 | 72 | 65 |
| Para los censos de 1962 a 1999 la población legal corresponde a la población sin duplicidades (Fuente: INSEE [Consultar]) |     |     |    |    |    |